# Titanes del Distrito Nacional
O Titanes del Distrito Nacional é um clube profissional de basquetebol situada na província de Santo Domingo, Distrito Nacional,  República Dominicana que disputa atualmente a LNB. Manda seus jogos na Centro Olímpico Juan Pablo Duarte com capacidade de 4.500 espectadores.

## Títulos

### Liga Nacional de Baloncesto
- - Campeão (1x):2008
  - Finalista (4x):2006, 2008, 2013 e 2014